# Дженнингс, Гэри
 Гэри Дженнингс (англ. Gary Jennings; 20 сентября 1928 — 13 февраля 1999) — американский писатель, автор исторических романов и книг для детей. С 1980 года, после успеха романа «Ацтек», писал исключительно исторические романы.

## Биография
Гэри Дженнингс родился 20 сентября 1928 года в городе Буэна-Виста, штат Виргиния. Затем его семья переехала в город Патерсон, штат Нью-Джерси, где он окончил школу. Затем работал в рекламной компании. Во время войны в Корее работал военным корреспондентом. После Корейской войны Дженнингс уходит из рекламной компании и становится профессиональным писателем. В 1970-е годы несколько лет жил в Мексике, где заинтересовался древней культурой ацтеков. Результатом этого интереса стал исторический роман «Ацтек» (1980), сделавший Дженнингса известным. В 1984 году опубликовал историко-биографический роман «Путешественник», посвящённый жизни и приключениям Марко Поло. Умер Дженнингс 13 февраля 1999 года в Нью-Джерси.

### Серия Ацтек
- Ацтек (Aztec) (1980)
- Осень Ацтека (Aztec Autumn) (1997).
- Кровь ацтека (Aztec Blood) (2002)*
- Ярость ацтека (Aztec Rage) (2006)*
- Aztec Fire (2008)*
- Пророчество Апокалипсиса (Aztec Revenge) (2012)*

Романы Кровь ацтека (2002), Ярость ацтека (2006), Aztec Fire (2008) и Пророчество Апокалипсиса (2012) были написаны уже после смерти Дженнингса его издателем на основе незаконченных рукописей автора.

### Романы вне серий
- The Terrible Teague Bunch (1975)
- Sow the Seeds of Hemp (1976)
- Путешественник (The Journeyer) (1984)
- Блестки (Spangle) (1987)
- The Lively Lives of Crispin Mobey (by 'Gabriel Quyth') (1988)
- Хищник (Raptor) (1992)